# Терещук Григорій Васильович
Григорій Васильович Терещук (нар. 1 жовтня 1954, с. Вибудів, Україна) — український учитель, доктор педагогічних наук (1995), професор (1996), член-кореспондент НАПН України (2003).

## Життєпис
Григорій Терещук народився 1 жовтня 1954 року у селі Видубові, нині Козівської громади Тернопільського району Тернопільської области України.
Закінчив Тернопільський педагогічний інститут (1976). Працював учителем у м. Скалаті Підволочиського району. Від 1978 — в Тернопільському педагогічному інституті (нині ТНПУ): завідувач трудового навчання, завідувач навчальних майстерень, старший викладач, доцент катедри педагогічної майстерності (1978—1995), проректор з наукової роботи (1995—2006), від 1998 — завідувач катедри трудового навчання, від 2006 — перший проректор.
Член редколегії всеукраїнського журналу «Трудова підготовка в закладах освіти» та інших видань.
Головний редактор видання «Наукові записки Тернопільського педуніверситету. Серія: педагогіка».

## Доробок
Автор понад 80 наукових і науково-методичних праць, у тому числі 3-х монографій, 8-и посібників.

## Нагороди
- орден «За заслуги» III ступеня (2021)[5],
- заслужений працівник освіти України (2015)[6],
- нагородні знаки «Петро Могила» та «Відмінник освіти України».